# Provincia de Iloílo
Iloílo es una provincia filipina que forma parte de la región vi (Bisayas Occidentales). Su capital es la ciudad de Iloílo y ocupa la parte sudeste de la isla de Panay. Limita al oeste con Antique y al norte con Cápiz.

## Geografía
Esta provincia de Iloílo ocupa 5.000,83 kilómetros cuadrados (1,930.83 millas cuadradas) en  la sección central y oriental de la isla de Panay en la región de las Bisayas Occidentales. Linda al oeste con la provincia de Antique, al norte con la de Capiz al noroeste con el Canal Jintotolo, al este con el Estrecho de Guimarás y al suroeste con el Estrecho de Iloílo y el Golfo de Panay.
La provincia comprende dos regiones geográficas diferentes. Una montañosa  en su límite occidental y otra llana  que representa la parte  de su territorio. También comprende algunas pequeñas islas en el Mar de Bisayas.    Pan de Azúcar y Sicogón.
En su extremo más septentrional y formando parte del municipio de Carlés el grupo de las denominadas las Islas Gigantes: Uaiadajón, Sibuluac-Lalaqui, Balbagán, Cabugao, Bantigui y Antonia.

## Municipios

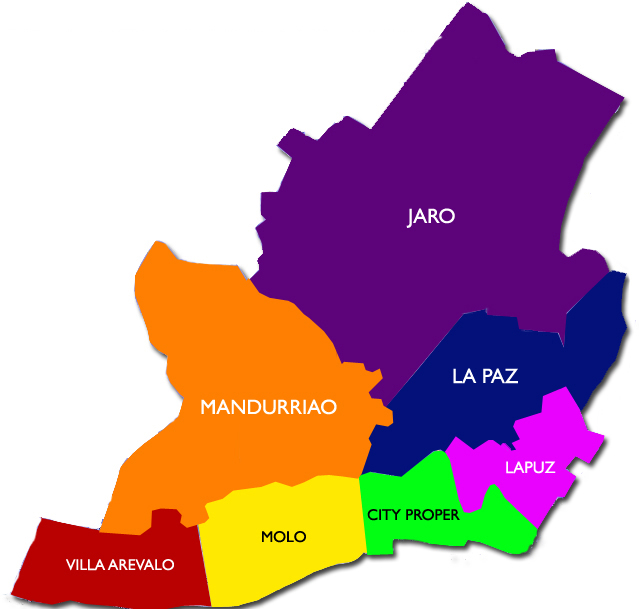
The Geographic Disrtricts of Iloilo City

La provincia de Iloílo está formada por  42 municipios, una  component city y una  highly urbanized city: Passi. Son los siguientes:

## Patrimonio

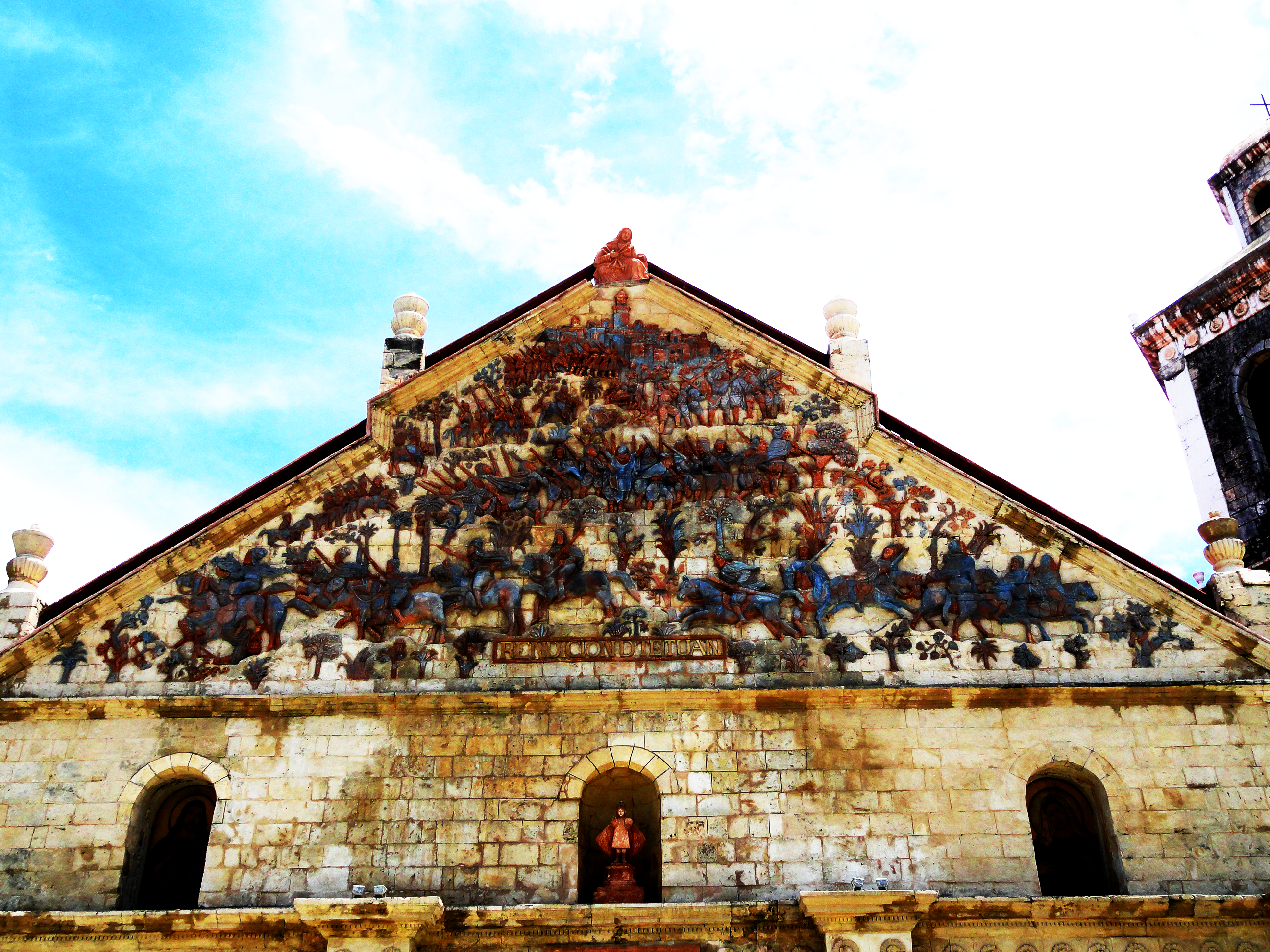
El frontón de la Iglesia de San Joaquín con la Batalla de Tetuán